# Сем Рейберн
Семюел Таліаферро Рейберн (англ. Samuel Taliaferro Rayburn; широко відомий як Сем Рейберн, англ. Sam Rayburn) — американський політик XX століття, багаторічний спікер Палати представників США. Понад 48 років був членом Палати представників США, представляючи 4-ий парламентський округ штату Техас. Понад 17 років очолював Палату представників, займаючи посаду спікера (із двома перервами), що робить його людиною, яка найдовше обіймала цю посаду в історії США. Був членом Демократичної партії.

## Біографія
Сем Рейберн народився 6 січня 1882 року в окрузі Роан штату Теннессі на Півдні США; у 1887 році його сім'я переїхала до Техасу — містечка Віндом. У молодості нетривалий час працював вчителем у школі, а у 25-річному віці був обраний до Палати представників Техасу — нижньої палати техаської легіслатури. Під час роботи у Палаті представників Техасу навчався у Школі права Університету Техасу, яку закінчив у 1908 році. Протягом двох років — із 1911 до 1913 року — обіймав посаду спікера Палати представників Техасу.
У 1912 році Сем Рейберн виграв вибори до Палати представників США, і з того часу безперервно був членом нижньої палати Конгресу США до своєї смерті у 1961 році. Поступово він піднявся до лідерських позицій всередині своєї партії у Палаті представників, і у 1937 році його обрали лідером більшості демократів у Палаті представників (англ. House Majority Leader) — друга за рангом позиція після спікера.
У 1940 році після смерті попереднього спікера Вільяма Бенкгеда Рейберна обрали спікером Палати представників США, а отже главою демократів у Палаті представників. Із 1940 до 1961 року Рейберн залишався очільником демократів у Палаті представників. Більшість цього часу він обіймав посаду спікера, однак двічі втрачав її, коли більшість у Палаті представників переходила до Республіканської партії. Тож Рейберн був спікером Палати представників із 1940 до 1947 року, із 1949 до 1953 та із 1955 до своєї смерті у 1961 році; відповідно, із 1947 по 1949 та із 1953 по 1955 він обіймав посаду лідера меншості у Палаті представників (англ. House Minority Leader).
Рейберн відомий як впливовий спікер Палати представників; він любив працювати непомітно й успішно використовував свій дар переконання, харизму та владу для досягнення своїх політичних цілей. Рейберн вважається протеже техаського політика Джона Гарнера, віце-президента США при президенті Франкліні Делано Рузвельті, а також ментором іншого техаського політика — президента США Ліндона Джонсона. На думку історика Роберта Каро, Сем Рейберн був одним із трьох ключових політиків, яким Ліндон Джонсон завдячує своєму приходу до влади (інші два — Франклін Рузвельт та Річард Рассел-молодший). В американських політичних колах Сем Рейберн також запам'ятався своєю чесністю і неприйняттям корупції. За словами Роберта Каро, «Ніхто не міг купити його. Лобісти навіть не могли пригостити його обідом. Навіть платник податків не міг пригостити його. Він відмовлявся не лише від оплати за промови, а навіть від компенсації витрат…».